# Edotia lilljeborgi
Edotia lilljeborgi är en kräftdjursart som beskrevs av Axel Ohlin 1901. Edotia lilljeborgi ingår i släktet Edotia och familjen tånglöss. Inga underarter finns listade i Catalogue of Life.